# ادویه تند (فیلم ۱۹۸۷)
ادویه تند (به هندی: Mirch Masala) فیلمی محصول سال ۱۹۸۷ و به کارگردانی کتان مهتا است. در این فیلم بازیگرانی همچون نصیرالدین شاه، اسمیتا پاتیل، اوم پوری، سورش اوبروی، دیپیتی نوال، دینا پاتک، موهان گوخاله، پارش راوال، سوپریا پاتاک ایفای نقش کرده‌اند.